# Myrodáfni
Myrodáfni (Myrodafni) är en ort i Grekland.   Den ligger i prefekturen Nomós Ioannínon och regionen Epirus, i den centrala delen av landet, 290 km nordväst om huvudstaden Aten. Myrodáfni ligger 549 meter över havet och antalet invånare är 139.
Terrängen runt Myrodáfni är kuperad åt nordväst, men åt sydost är den bergig. Runt Myrodáfni är det glesbefolkat, med 20 invånare per kvadratkilometer. Närmaste större samhälle är Anatolí, 19,0 km norr om Myrodáfni. I omgivningarna runt Myrodáfni växer i huvudsak blandskog.